# Arambašić
Prezime Arambašić imenica je arapsko - turskog podrijetla nastala od imenice harambaša što znači hajdučki poglavica, odmetnički vođa.
Danas prezime Arambašić se javlja u okolici Vrgorca u južnoj Dalmaciji, bosanskoj Posavini (oko Dervente), Osijeku i Čepinu.
Prezime potječe iz Zapadne Hercegovine, iz mjesta Drinovačko Brdo, gdje se i prvi put spominje u pisanim izvorima, točnije 1710. u Matičnoj knjizi mjesne katoličke župe. Kasnije se prezime spominje i u Ljetopisu društva sv. Jeronima (1906.), Brzoglasnom glasniku NDH (1942.) kao i Prvom adresaru Grada Zagreba (1902.)
Oblici Arambasic i Arambasick pojavljuju se kod hrvatskih iseljenika u Južnoj Koreji, Vijetnamu i SAD-u.